# Villers-sous-Châtillon
korábbi község Franciaországban, Marne megyében. Lakosainak száma 210 fő (2020. január 1.). Villers-sous-Châtillon Cuchery, Baslieux-sous-Châtillon, Belval-sous-Châtillon, Binson-et-Orquigny, Reuil és Venteuil községekkel határos.
2023. január 1-jén Binson-et-Orquigny és Reuil korábbi községgel egyesült és az így létrejött Cœur-de-la-Vallée új község része lett.

## Népesség
A település népessége az elmúlt években az alábbi módon változott:
| Lakosok száma | 199  | 171  | 181  | 183  | 227  | 225  | 213  | 215  | 212  | 210  |
|               | 1968 | 1975 | 1990 | 1999 | 2011 | 2013 | 2016 | 2017 | 2019 | 2020 |